# Parkia speciosa
Parkia speciosa är en ärtväxtart som beskrevs av Justus Carl Hasskarl. Parkia speciosa ingår i släktet Parkia och familjen ärtväxter. Inga underarter finns listade i Catalogue of Life.

## Bildgalleri

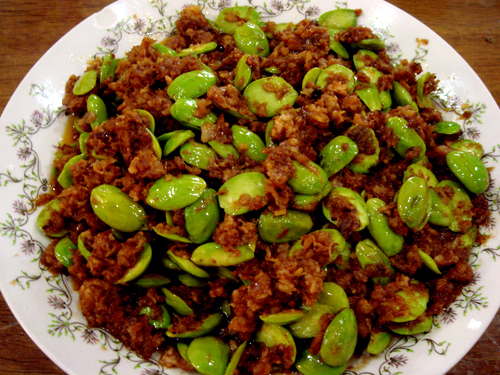
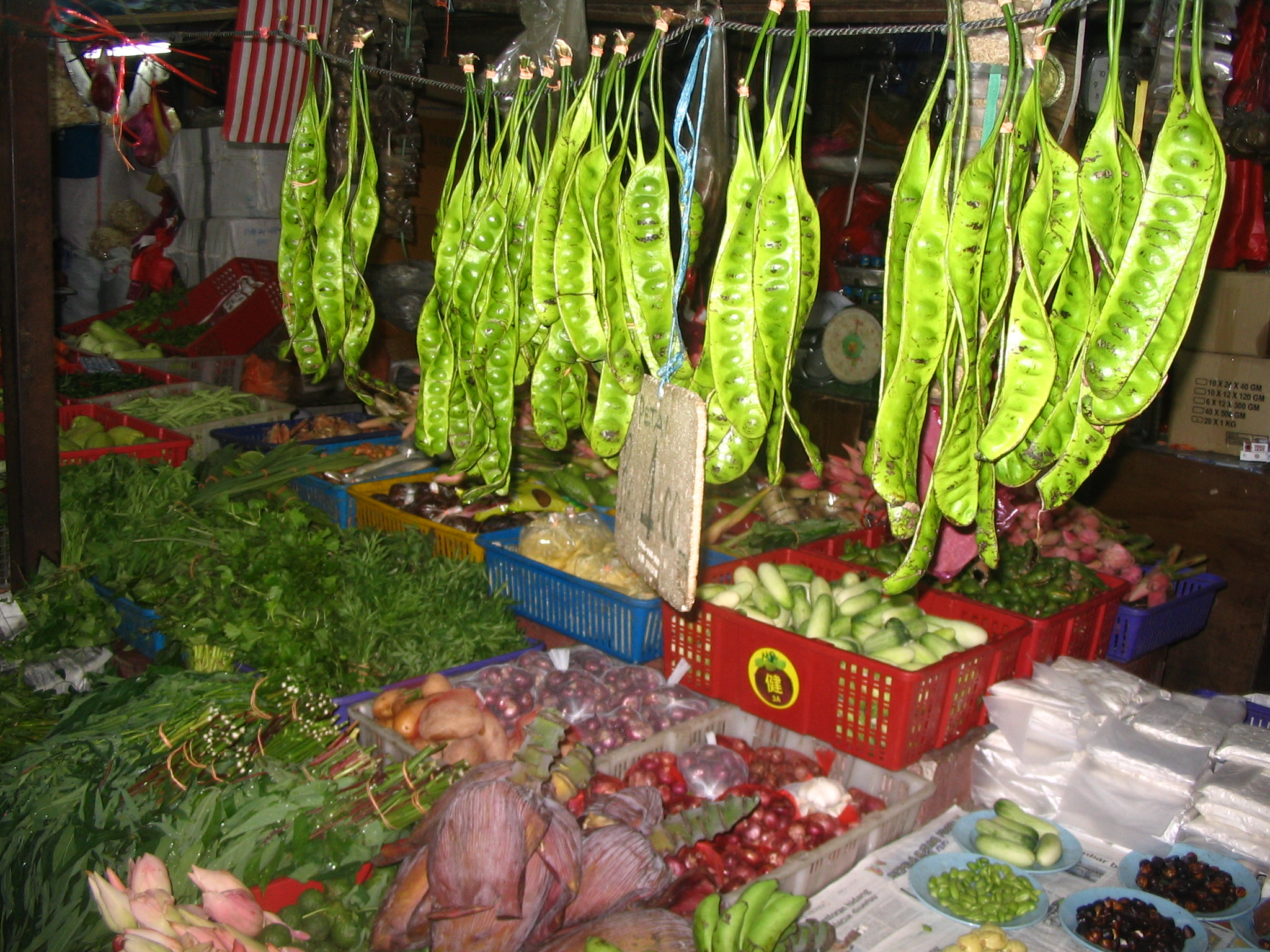
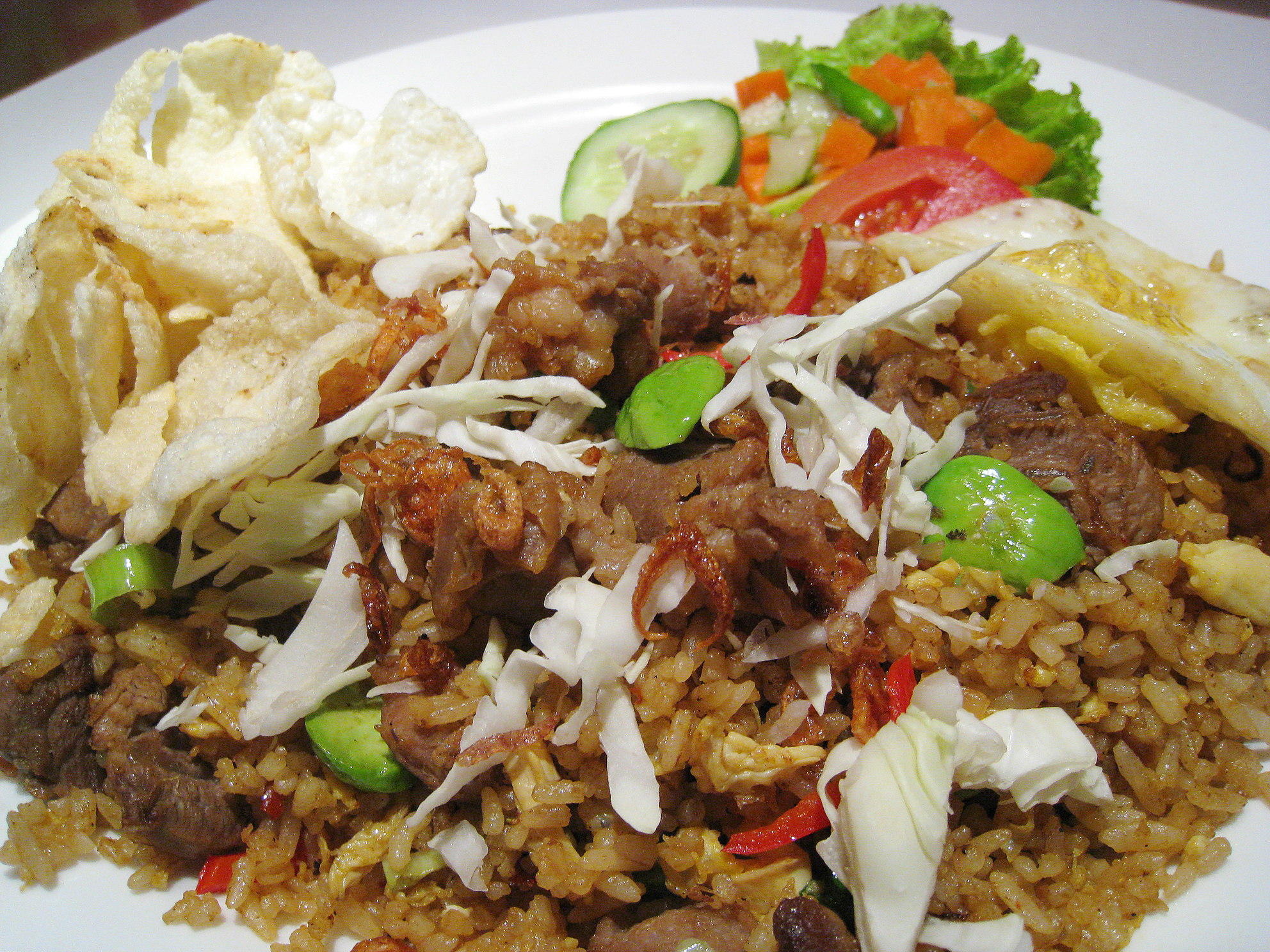
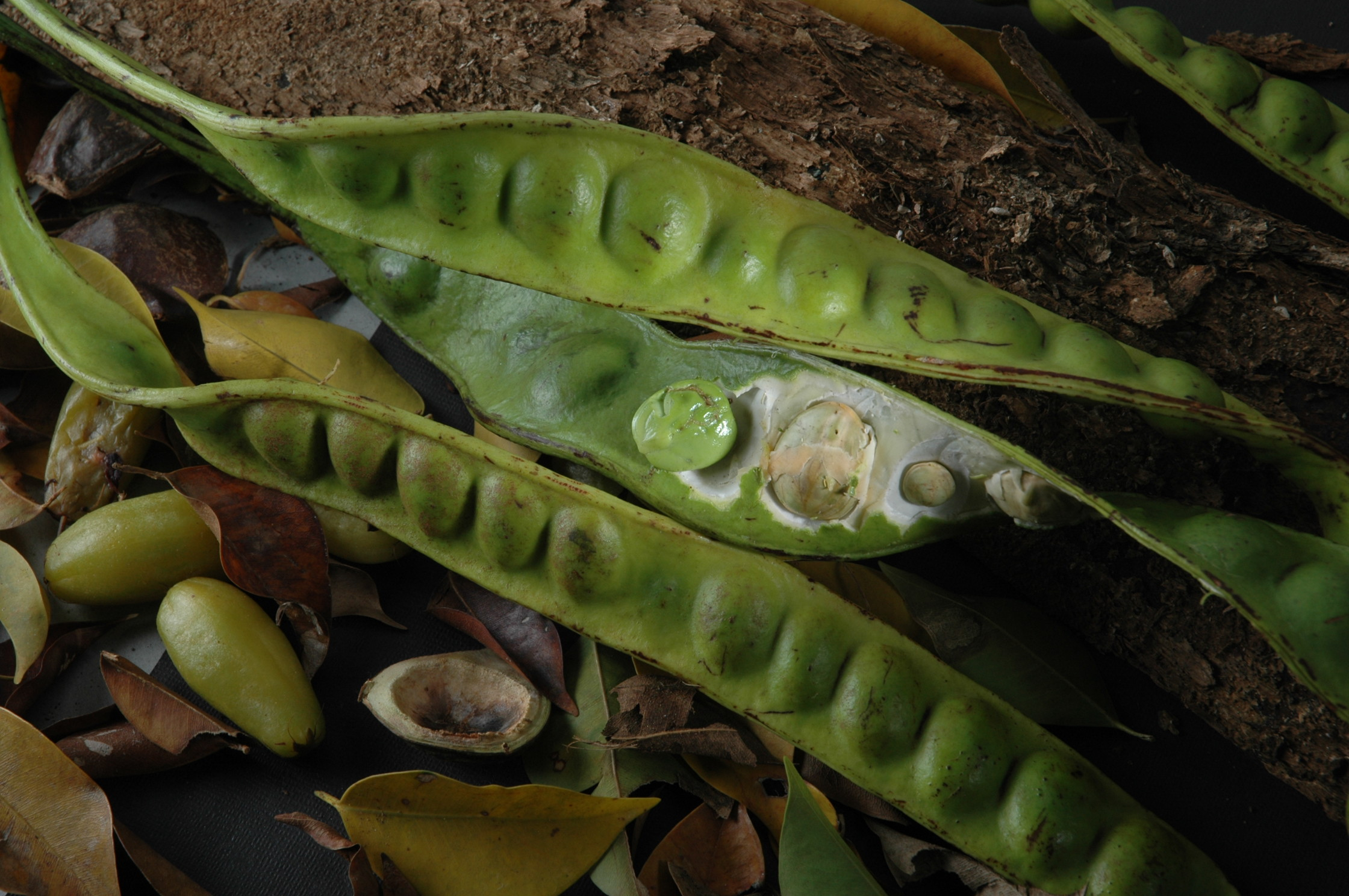
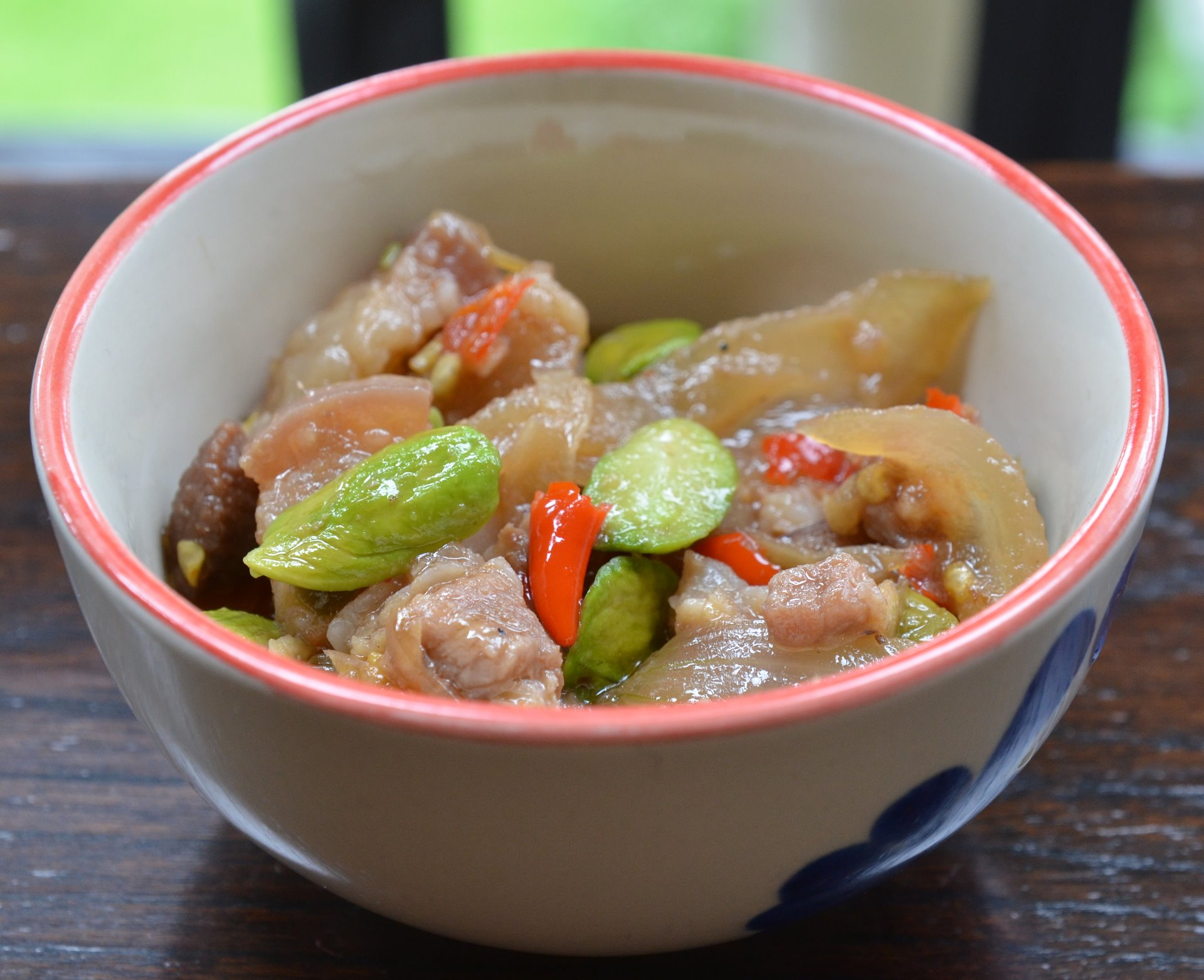
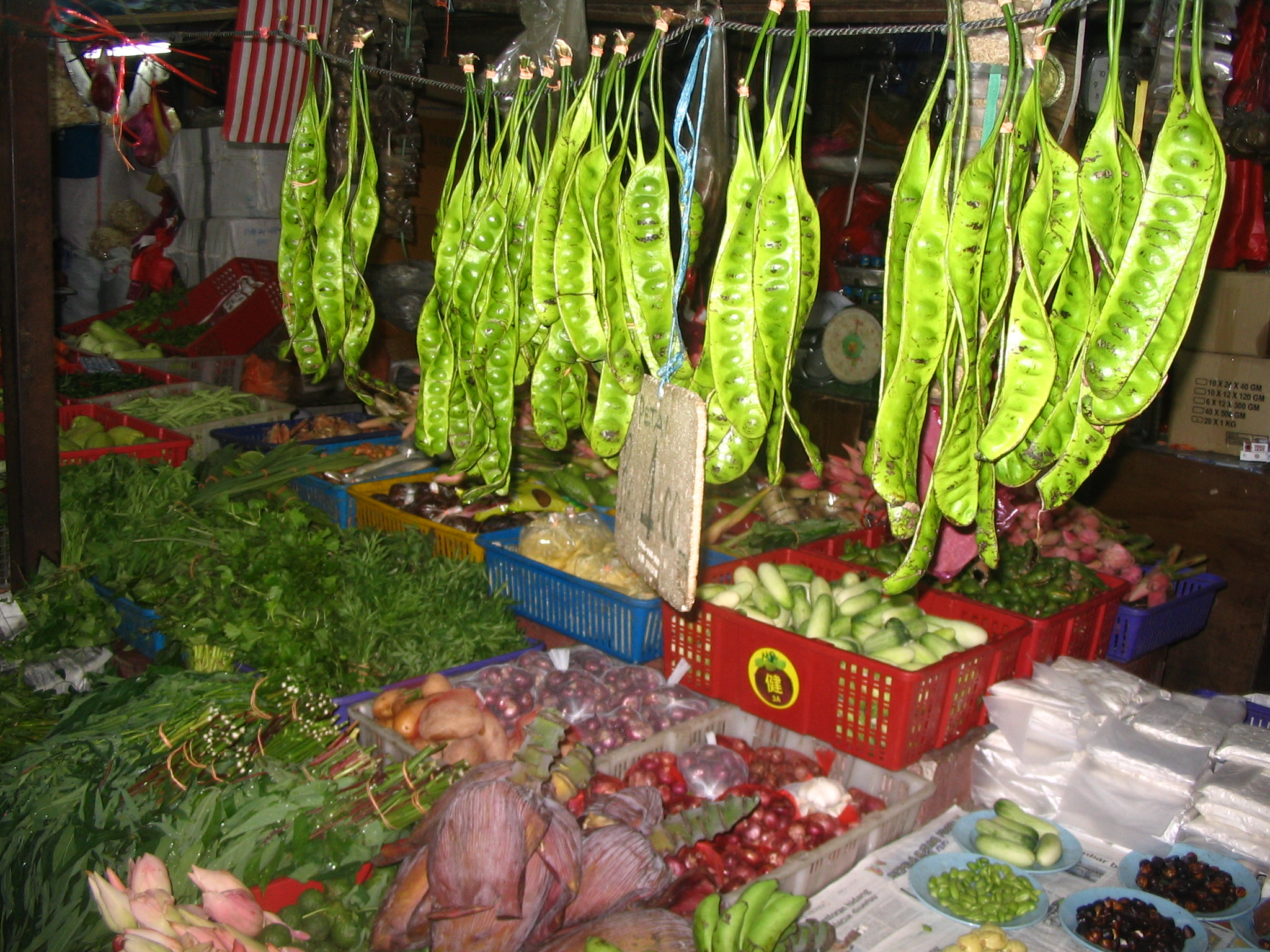